# Cyrano de Bergerac (téléfilm)
Pour les articles homonymes, voir Cyrano de Bergerac.

Cyrano de Bergerac est un téléfilm français réalisé par Claude Barma pour la RTF en 1960.

## Résumé
Amoureux de Roxane, qui est elle-même éprise du jeune cadet de Gascogne, Christian de Neuvilette, Cyrano dicte au jeune homme ses mots d’amour. Mais le comte de Guiche, rival malheureux, se venge en envoyant Christian et Cyrano au siège d’Arras.

## Fiche technique
- Réalisation : Claude Barma
- Scénario : d'après la pièce éponyme d'Edmond Rostand
- Musique : Jean Marion
- Image : Jacques Lemare, Roger Dormoy
- Son : Charles Rabeuf pour la partie filmée, Jean Legg pour le direct
- Montage : Lucien Guez
- Décors : Paul Pelisson
- Joué en direct sauf pour les actes 1 et 4, tourné aux studios Francoeur.
- Production : RTF
- Format : noir et blanc, 16 mm
- Durée : 156 minutes
- Date de diffusion : 25/12/1960

## Distribution
| - Daniel Sorano : Cyrano de Bergerac - Françoise Christophe : Roxane - Edmond Beauchamp : Carbon de Castel-Jaloux - Jean Deschamps : le Comte de Guiche - Michel Galabru : Ragueneau - Michel Le Royer : Christian de Neuvillette - Jean Topart : Le Bret - Philippe Noiret : Lignière - Pierre Palau : le capucin - Monique Mélinand : Mère Marguerite de Jésus - Christiane Desbois : Sœur Marthe - Pierre Gallon : vicomte de Valvert - Philippe Lejour : le premier marquis - Daniel Dancourt : le second marquis - René Roussel : Brisaille - Jacques Marin : Montfleury - François Vibert : le bourgeois - Jane Marken : la duègne - Michel Beaune : Cuigy - Dominique Clément : Sœur Claire - Liliane Sorval : Lise - Danielle Paris : la première sœur - Évelyne Istria : la seconde sœur - Jean Bouchaud : le premier joueur - Jean Laroquette : le second joueur - Bruno Balp : le portier - Robert Puig : le fils du bourgeois - Danièle Girard : Barthénoïde, la première précieuse - Maryse Mejean : Urimédonte, la seconde précieuse - Élie Pressmann : D'Artagnan | - Michel Servet : l'apprenti - Gabriel Gobin : le commerçant - Louis Lyonnet : la sentinelle - Max Amyl : un officier espagnol - Pierre Richard : un officier espagnol - Roger Trapp : un porteur - Georges Atlas : un garde - Paul Préboist : l'ivrogne - Pierre Byland : un page - Claude Confortès : Bellerose - Philippe Avron : un pâtissier - Claude Evrard : un pâtissier - Isaac Alvarez : un pâtissier - Jacques Champreux : un pâtissier - Henri Tisot : un poète - Philippe Clair : un poète - Philippe Dehesdin : un poète - Jean-Pierre Moutier : un poète - Roland Rodier : un cadet de Gascogne - Alain Nobis : un cadet de Gascogne - Robert Bousquet : un cadet de Gascogne - Jacques Gripel : un cadet de Gascogne - Pierre Paulet : un cadet de Gascogne - Edmond Tamiz : un cadet de Gascogne, le tire-laine - Yves Barsacq : un cadet de Gascogne, le garde - Marc Moro : un cadet de Gascogne - Jean-Daniel Ehrmann : un cadet de Gascogne - Roger Paschy : un cadet de Gascogne - André Sirois : un page - Catherine Ariel : un page |

## Autour du film
Diffusé sur la RTF le soir de Noël 1960, cette adaptation de Claude Barma est souvent considérée comme l'une des adaptations les plus fidèles de la pièce d'Edmond Rostand (après celle de Jean-Paul Rappeneau où Gérard Depardieu incarne le rôle éponyme). Les indications scéniques de l'auteur sont respectées, mais le texte original a été amputé en plusieurs endroits (en en conservant néanmoins 80 %).
L'interprétation de Daniel Sorano, son acteur principal, y est à la fois juste, émouvante, fine et élégante, et elle est considérée par beaucoup de gens comme la plus éloquente et étincelante de toutes les versions filmées. 
Le film est notable aussi pour la présence du très jeune Philippe Noiret, qui joue le rôle de Lignère.